# Paul Akouokou
Edgar Paul Akouokou (Abidjan, Costa d'Ivori, 20 de desembre de 1997) és un futbolista ivorià. Juga de migcampista i el seu equip actual és l'Olympique de Lió.

## Trajectòria
Va néixer en 1997, a la ciutat d'Abidjan, a Costa d'Ivori. Va començar la seva carrera esportiva al Majestic FC, de Burkina Faso. Va arribar a Europa el 2016, per jugar en la lliga finlandesa a l'Ekenäs IF. Al gener de 2017, va provar amb l'Angers SCO de la Ligue 1, però va ser rebutjat pel club francès. D'allí va passar a la lliga israeliana, on va jugar cedit a la primera divisió amb el Beitar Jerusalem i posteriorment al Hapoel Ironi Rishon LeZion FC de la segona divisió d'aquest país.

### Betis
Al novembre de 2018, va ser fitxat pel Reial Betis, per jugar a l'equip B i al setembre de 2020, va perllongar el seu contracte fins a 2024, com a jugador del primer equip.
Va debutar en la Lliga amb el Reial Betis el 25 de setembre de 2020 a l'estadi Benito Villamarín enfront del Reial Valladolid, quan va substituir William Carvalho, en el minut 92 de partit.

### Lió
L'1 de setembre de 2023, Akouokou va signar un contracte de quatre anys amb l'Olympique de Lió de la Ligue 1 francesa.